# Bohdanovce
Bohdanovce – wieś (obec) na Słowacji położona w kraju koszyckim, w powiecie Koszyce-okolice. Pierwsze wzmianki o miejscowości pochodzą z roku 1299. 
Według danych z dnia 31 grudnia 2012, wieś zamieszkiwały 1062 osoby, w tym 540 kobiet i 522 mężczyzn.
W 2001 roku rozkład populacji względem narodowości i przynależności etnicznej wyglądał następująco:
- Słowacy – 95,8%
- Czesi – 0,44%
- Romowie – 0,55%
- Ukraińcy – 0,11%
- Węgrzy – 0,88%

Ze względu na wyznawaną religię struktura mieszkańców kształtowała się w 2001 roku następująco:
- Katolicy rzymscy – 69,17%
- Grekokatolicy – 3,31%
- Ewangelicy – 1,66%
- Prawosławni – 0,99%
- Ateiści – 4,2%
- Nie podano – 3,65%